# Det habsburgske monarki
Det habsburgske monarki eller Donau-monarkiet var uofficielle navne på en personalunion i Centraleuropa.
Andre navne på Donau-monarkiet var:
- Habsburgske Arvelande (før 1804)
- Kejserriget Østrig (realunion) (1804-1867)
- Østrig-Ungarn (dobbeltmonarki) (1867-1918)

Frem til 1806 var der habsburgske kejsere i det Tysk-romerske rige. Desuden har der været habsburgske statsoverhoveder i Benelux-landene, i Spanien, i Mexico og i en række italienske stater.
48°12′N 16°24′Ø / 48.2°N 16.4°Ø